# Либотен
Либотен или Любетин (на гръцки: Μαυροκορδάτος, Маврокордатос, катаревуса Μαυροκορδάτον, Маврокордатон, до 1927 година Λιμποτίν или Λιμποτούν) е село в Република Гърция, разположено на територията на дем Бук в област Източна Македония и Тракия.

## География
Селото е разположено североизточно от Драма и северно от Козлукьой (Платания), на 460 m надморска височина в планината Коджадаг.

## История

### Етимология
Според Йордан Н. Иванов името е от личното име Любота, сравнимо с Доброта, Белота, образувано като Добротин, Драготин, Славотин.

### В Османската империя
Старото село е на 2 km на североизток в Боздаг.
В регистър за доганджиите в Румелия, за задълженията и земевладеенето им от последната четвърт на XV в., от село Леботни, спадащо към нахията Драма са записани 20 къщи.
В османски опис от 1500 година от Либотен (Леботи) са регистрирани 3 лица. В подробен регистър на санджака Паша от 1569-70 година е отразено данъкоплатното население на Либотен както следва: мюсюлмани - 54 семейства и 34 неженени; немюсюлмани - 1 семейство и 1 неженен.
Според Васил Кънчов селото (Любетин) спада към Драмския Чеч и към 1900 година е населено от помаци, които живеят в 100 къщи. В книгата си Македония. Етнография и статистика, Кънчов посочва Либотен (Льотинъ, Левотинъ) като село с население 188 българи мохамедани. Според Тодор Симовски населението на селото е турско.

### В Гърция
След Междусъюзническата война в 1913 година Либотен попада в Гърция. Според гръцката статистика, през 1913 година в Либотен (Λιμποτίν) живеят 308 души.
След Първата световна война населението му е изгонено в Турция, а в селото са настанени 43 бежански семейства или общо 150 души. През 1928 година името на селото е сменено от Либотин (Λιμποτίν) на Маврокорбатон (Μαυροκορδάτον).
Населението се занимава с отглеждане на тютюн, жито и други земеделски култури, както и със скотовъдство.
| Година    | 1913 | 1920 | 1928 | 1940 | 1951 | 1961 | 1971 | 1981 | 1991 | 2001 | 2011 | 2021 |
| --------- | ---- | ---- | ---- | ---- | ---- | ---- | ---- | ---- | ---- | ---- | ---- | ---- |
| Население | 308  | 248  | 157  | 171  |      | 199  | 111  | 81   | 87   | 103  | 59   | 30   |